# Таємниця замку Чимніз
«Таємниця замку Чимніз» (англ. The Secret of Chimneys) — детективний роман англійської письменниці Агати Крісті, написаний в 1925 році. Вперше вийшов у Великій Британії того ж року у видавництві «The Bodley Head». У романі, серед інших, з'являються Суперінтендант Баттл і леді Ейлін «Бандл» Брент. Пізніше особняк Чимніз, а також деякі персонажі цього роману з'являються в романі 1929 року «Таємниця семи циферблатів».

## Сюжет
Суперінтендант Баттл, якому традиційно поручаються педантичні розслідування, вступає в боротьбу з таємним товариством «Братерство Багряної руки».
За 7 років до описуваних подій на Балканах відбулася чергова революція, яка спричинила страшну смерть короля Ніколаса IV, монарха вигаданої європейської держави Герцесловакії (англ. Herzoslovakia), і його дружини королеви Вараги (King Nicholas IV & Queen Varaga). Варага, танцюристка Фолі-Бержер, була свого часу підкуплена членами таємного товариства «Братерство Багряної руки» і повинна була заманити короля в пастку під час його поїздки в Париж. Але, замість цього, вона його зачарувала й одружилася з ним.
Народ Герцесловакії хоче відновити монархію й передати трон Принцові Майклу Оболовичу. Британський уряд згоден підтримати Принца в обмін на нафтову концесію. Нафтовий магнат повинен зустрітися із принцом Майклом Оболовичем у замку Чимніз.
У замку розгортаються детективні події.